# 옥산로 (부천시)
옥산로(Oksan-ro)는 경기도 부천시 원미구 중동에서 오정구 내동까지 연결하는 부천시도로, 총 연장은 2.960 km이다. 이름이 유래된 것은 부평군 당시의 행정 구역 명칭을 인용하였기 때문이다.

## 역사
- 2009년 11월 12일 : 도로명으로 옥산로를 고시

## 주요 경유지
- 부천시
  - 원미구 중동 - 춘의동 - 도당동 - 오정구 내동

## 접촉하는 도로
- 부흥로
- 조마루로
- 길주로
- 계남로
- 도약로
- 수도로
- 삼작로 (국도 제39호선)

## 철도 연계역
- ● 서울 지하철 7호선 : 신중동역 (7번 출구를 통해 접촉 가능)

## 주요 건물 및 시설
- 리첸시아 중동 (옥산로 7/중동 1116)
- 연화마을 건영아파트 (옥산로 16/중동 1099-2)
- 부천중앙초등학교 (옥산로 30/중동 1099-1)
- 연화마을 대원아파트 (옥산로 33/중동 1100)
- 연화마을 쌍용아파트 (옥산로 47/중동 1101)
- 원미고등학교 (옥산로 48/중동 1098)
- 꿈마을 건영서안아파트 (옥산로 65/중동 1102)
- 심원초등학교 (옥산로 66/중동 1097)
- 꿈마을 동아아파트 (옥산로 75/중동 1103)
- 꿈마을 삼환한진아파트 (옥산로 83/중동 1104)
- 미래유치원 (옥산로 89/중동 1104-3)
- 부천시 교통정보센터 (옥산로 92/중동 1089)
- 신한아파트 (옥산로 155-7/도당동 250-3)
- 청우빌딩 (옥산로 163/도당동 283-5)
- 두리식품 (옥산로 186/도당동 272-2)
- 경인자동차공업사 (옥산로 194/도당동 164-18)
- 동일공업 (옥산로 211/도당동 173-1)
- 롯데웰푸드 부천영업소 (옥산로 221/도당동 170-4)
- 우창 카플링공장 (옥산로 224/도당동 161-4)
- SCL 빌딩(이 건물 1층 • 2층 • 3층 옛 오정구청 임대) (옥산로 255/도당동 10)
- 하나빌딩 (옥산로 263/도당동 152-1)
- 두삼정공 (옥산로 274/내동 197)
- 다우테크노타운Ⅱ (옥산로 276-1/내동 196)